# Premio del National Board of Review 1936
Los 8° Premios del National Board of Review fueron anunciados en 1936.

## 10 mejores películas
- Mr. Deeds Goes to Town (El secreto de vivir)
- The Story of Louis Pasteur (La tragedia de Louis Pasteur / La vida trágica de Luis Pasteur)
- Modern Times (Tiempos modernos)
- Fury (Furia)
- Winterset
- The Devil Is a Sissy (El demonio es un pobre diablo)
- Ceiling Zero (Águilas heroicas)
- Romeo and Juliet (Romeo y Julieta)
- The Prisoner of Shark Island (Prisionero del odio)
- The Green Pastures (Los verdes prados)

## Mejores películas extranjeras
- La kermesse héroïque (La kermesse heroica) – Francia y Alemania
- Atarashiki tsuchi – Japón y Alemania
- Les misérables (Los miserables) – Estados Unidos
- The Ghost Goes West (El fantasma se embarca / El fantasma va al Oeste) – Reino Unido
- Nine Days a Queen – Reino Unido
- My iz Kronshtadta (Los marinos de Krohnstadt) – Unión Soviética
- Syn Mongolii – Unión Soviética
- La croisière jaune – Francia
- Rembrandt – Reino Unido
- The Secret Agent (Agente Secreto) – Reino Unido

## Ganadores
Mejor película
- Mr. Deeds Goes to Town (El secreto de vivir)

Mejor película extranjera
- La kermesse héroïque (La kermesse heroica) – Francia y Alemania